# Ganguleea
Ganguleea là một chi rêu trong họ Pottiaceae.